# Royal Léopold Club Walcourt
Maillots
Dernière mise à jour : 6 octobre 2016.
Le Royal Léopold Club Walcourt était un club de football belge, basé dans la commune de Walcourt, en province de Namur. Le club portait le matricule 1610.
Il a évolué 5 saisons qu'il passe en Promotion à la fin des années 1990
Le cercle ne s'est jamais remis d'un déficit financier occasionné par son séjour en "nationale". Il est radié en 2003.

## Histoire
Le Léopold Club Walcourt est fondé le 26 janvier 1930. Il rejoint ensuite l'Union belge de football, qui lui octroie le matricule 1610. Le club est versé dans les séries régionales puis provinciales namuroises. Le 8 mars 1955, le club est reconnu « Société Royale », et adapte son appellation officielle en Royal Léopold Club Walcourt.
Durant plus de soixante ans, le club ne quitte pas les séries provinciales. En 1995, il obtient son premier, et à ce jour seul, titre de champion provincial namurois, et rejoint la Promotion pour la première fois de son Histoire. Après deux saisons d'adaptation, le club décroche la septième place en 1998, son meilleur classement historique. Après une saison correcte l'année suivante, le club termine dernier dans sa série en 2000, et est relégué en première provinciale.
Le club ne se remet pas du déficit financier causé par son aventure en séries nationales. Alors que la saison 2003-2004 débute, le matricule 1610 est radié des listes de l'URSBFA.

### US Walcourt
Un peu moins de deux ans après la disparition du "Leopold Club", soit le 2 avril 2005, un nouveau cercle est fondé sous l'appellation UNION SPORTIVE WALCOURT. Il s'affilie à l'URBSFA le 25 mai 2005 et reçoit le matricule 9474. Le 1er juillet 2010, UNION SPORTIVE WALCOURT (9474) fusionne avec ROYALE UNION SPORTIVE YVETOISE (4681) - créée le 01/02/1947 sous le nom de Union Sportive Yvetoise St-Lambert, devenu l'US YVetoise le 31/03/1947 et affiliée sous ce nom à l'URBSFA le 15/04/1947. Reconnue "Société Royale", le 27/05/1999, elle devient la Royale Union Sportive Yvetoise le 01/07/1999. Ce club était la reconstitution du cercle homonyme porteur du matricule 3424 affilié le 10/02/1943 et démissionné le 01/01/1944.  - pour former UNION SPORTIVE WALCOURT (9474).

## Résultats dans les divisions nationales
Statistiques clôturées - Club disparu

### Bilan
| Niv | Divisions     | Jouées | Titres | TM Up | TM Down |
| --- | ------------- | ------ | ------ | ----- | ------- |
| I   | 1re nationale | 0      | 0      |       |         |
| II  | 2e nationale  | 0      | 0      |       |         |
| III | 3e nationale  | 0      | 0      |       |         |
| IV  | 4e nationale  | 5      | 0      |       |         |
| V   | 5e nationale  | 0      | 0      |       |         |
|     |               |        |        |       |         |
|     | TOTAUX        | 5      | 0      | 0     | 0       |

- TM Up : test-match pour départager des égalités, ou toutes formes de Barrages ou de Tour final pour une montée éventuelle.
- TM Down : test-match pour départager des égalités, ou toutes formes de Barrages ou de Tour final pour le maintien.

### Classements saison par saison
| Ordre               | Saison  | Nom du club              | Niveau            | Classement final | Remarques |
| ------------------- | ------- | ------------------------ | ----------------- | ---------------- | --------- |
| 1                   | 1995-96 | R. Léopold Club Walcourt | Promotion série D | 12e/16           |           |
| 2                   | 1996-97 | R. Léopold Club Walcourt | Promotion série D | 11e/16           |           |
| 3                   | 1997-98 | R. Léopold Club Walcourt | Promotion série D | 7e/16            |           |
| 4                   | 1998-99 | R. Léopold Club Walcourt | Promotion série D | 10e/16           |           |
| 5                   | 1999-00 | R. Léopold Club Walcourt | Promotion série D | 16e/16           | Relégué!  |
| séries provinciales |         |                          |                   |                  |           |

### Sources et liens externes
- (nl) « Fiche de l'équipe », sur Belgian Soccer Database